# Josef Siegl
Josef Siegl (* 1. Februar 1887 in Burgau, Steiermark; † 20. August 1923 ebenda) war ein österreichischer Politiker der Christlichsozialen Partei (CSP).
Nach dem Besuch der Volksschule wurde er Bauer. Er war Mitglied des Gemeinderates von Burgau
sowie Obmann des Christlichen Bauernrates von Burgau. Vom 10. November 1920 bis zu seinem Tod am 20. September 1923 war er Abgeordneter zum Nationalrat (I. Gesetzgebungsperiode).